# Neoveitchia
Neoveitchia ist eine Pflanzengattung innerhalb der Familie der Palmengewächse (Arecaceae). Die beiden Arten kommen nur auf den pazifischen Inselgruppen Vanuatu und Fidschi vor.

## Beschreibung

### Erscheinungsbild
Neoveitchia-Arten sind mittelgroße, einzelstämmige Palmen mit gefiederten Blättern. Sie sind unbewehrt. Der Stamm ist aufrecht, kahl und mit auffälligen, ringförmigen Blattnarben versehen.

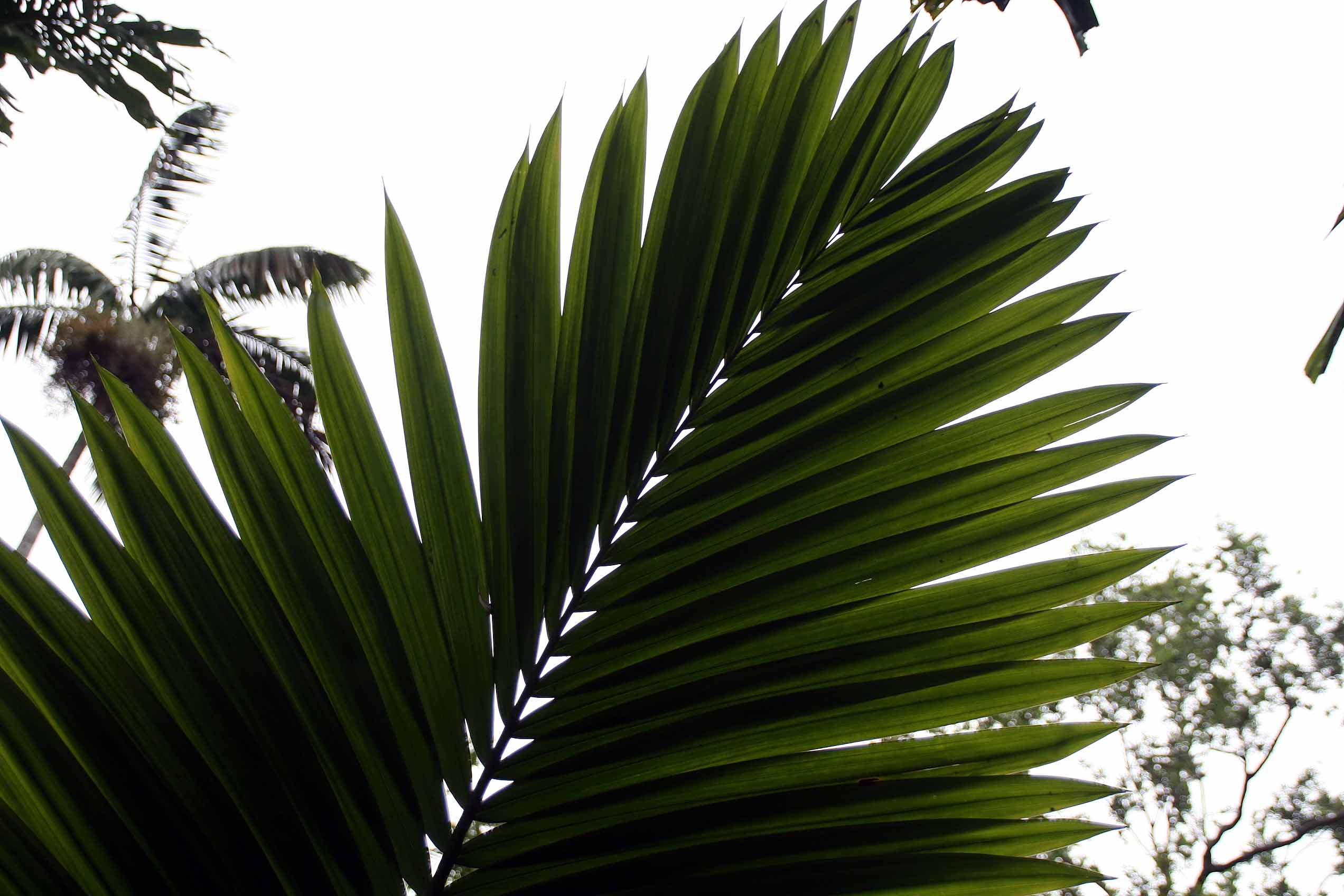
Blatt von Neoveitchia storckii

### Blätter
Die Blätter sind gefiedert und hinterlassen beim Abfallen eine glatte Narbe. Die Blattscheide reißt gegenüber dem Blattstiel auf und bildet keinen deutlichen Kronenschaft. Auf der Scheide sitzen zerstreut Schuppen, die Öffnung ist unregelmäßig faserig. Der Blattstiel ist abgeflacht oder an der Oberseite leicht gefurcht, an der Unterseite abgerundet. Er ist ebenfalls zerstreut mit Schuppen besetzt. Die Rhachis ist gebogen, an der Unterseite dicht gepunktet, an der Oberseite dicht flockig behaart. Die zahlreichen Fiederblättchen stehen regelmäßig, sind einfach gefaltet, zugespitzt und haben auffallend verdickte Blattränder. Die Oberseite ist kahl, die Unterseite ist nahe der Basis entlang der Mittelrippe etwas behaart.

### Blütenstände
Neoveitchia-Arten blühen mehrmals und sind einhäusig getrenntgeschlechtig (monözisch). Die Blütenstände stehen unter den Laubblättern und sind dreifach verzweigt. Der Blütenstandsstiel ist an der Basis geflügelt und leicht geschwollen, verschmälert sich aber rasch. Distal ist er im Querschnitt annähernd kreisrund. Das Vorblatt sitzt nahe der Basis des Stiels. Es ist röhrig, abgeflacht, ausgeprägt zweikielig und reißt an der Spitze lange der Anthese auf, während es noch in der Blattscheide des Tragblattes eingeschlossen ist. Das Hochblatt am Blütenstandsstiel ist etwa doppelt so lang wie das Vorblatt, geschnäbelt, röhrig und schließt den Blütenstand zunächst völlig ein. Zur Anthese reißt es längs auf und fällt danach ab. Es gibt noch ein (bis zwei) weitere, eher dreieckige Hochblätter.
Die Blütenstandsachse ist etwa gleich lang wie der Stiel. Die Hochblätter stehen hier spiralig. Sie sind klein und dreieckig. Die Seitenachsen erster Ordnung sind im unteren Bereich nackt. Die blütentragenden Achsen (Rachillae) sind eher steif, gebogen bis hängend und tragen eher wenige, entfernt voneinander stehende Blütentriaden. In der Triade stehen die beiden männlichen Blüten eher distal von der weiblichen, anstatt der bei anderen Gattungen üblichen seitlichen Anordnung. An der Spitze jeder Rachilla stehen etwa sieben senkrechte Reihen von Blütengruben, von denen jede eine wiederum vertikal angeordnetes Paar von männlichen Blüten beherbet. Dieser männliche Teil der Rachilla fällt zur Fruchtzeit ab. Die Brakteolen der Blüten sind klein und liegen in den Gruben.

### Blüten
Die männlichen Blüten sind asymmetrisch. Blüten aus Triaden haben einen abgeflachten Blütenstiel, solche von Blütenpaaren sind ungestielt. Die drei Kelchblätter sind stark gekielt oder geflügelt, nicht verwachsen und stark imbricat. Häufiger ist ein Kelchblatt frei, die beiden anderen sind über drei Viertel ihrer Länge zu einer zweikieligen, vorblattähnlichen Struktur verwachsen. Die drei Kronblätter sind frei, dreieckig bis oval, valvat und glatt. Es gibt sechs Staubblätter. Ihre Staubfäden sind eher kurz, fleischig, die Antheren sind kurz, rechteckig, medifix, latrors mit einem breiten Konnektiv. Das Stempelrudiment ist säulenförmig und so lang wie die Staubfäden. Der Pollen ist ellipsoidisch, asymmetrisch und hat einen distalen Sulcus als Keimöffnung. Die längste Achse misst 46 bis 58 Mikrometer.
Die weiblichen Blüten sind deutlich größer als die männlichen und annähernd kugelig. Die drei Kelchblätter sind frei und breit überlappend. Die drei Kronblätter sind frei, breit überlappend mit Ausnahme der kleinen, dreieckigen, valvaten Spitzen. Die drei Staminodien sind sehr klein, dreieckig und zahnförmig. Das Gynoeceum ist einfächrig mit einer Samenanlage. Es ist eiförmig. Die drei Narben sind sehr klein und rückwärts gebogen.

### Früchte und Samen
Die Frucht ist ellipsoidisch, eher groß und wird zur Reife rötlich-gelb. Die Blütenhülle bleibt zur Reife erhalten, an der Spitze der Frucht steht der Narbenrest. Das Exokarp ist glatt, das Mesokarp ist fleischig mit zahlreichen Längsfasern. Das Endokarp ist dünn, knochig und sitzt dicht am Samen auf. Der Same hat ein längliches Hilum (Nabel), das fast die ganze Länge des Samens entlangläuft. Die Raphe ist verzweigt und anastomosierend. Das Endosperm ist homogen.

### Chromosomensatz
Die Chromosomenzahl ist unbekannt (Stand 2008).

## Systematik und Verbreitung
Die Gattung Neoveitchia wurde 1920 durch Odoardo Beccari in Palme Nuova Caledonia, S. 9 aufgestellt. Der Gattungsname Neoveitchia setzt sich zusammen aus neo für neu und dem Gattungsnamen Veitchia. Der Gattungsnamen Veitchia ehrt die britische Gärtnerdynastie Veitch. Typusart ist Neoveitchia storckii (H.Wendl.) Becc. Die Art ist benannt nach einem der ersten Beobachter der Pflanze, Jacob Storck.
Die Gattung Neoveitchia Becc. gehört zur Subtribus Carpoxylinae aus der Tribus Areceae in der Unterfamilie Arecoideae innerhalb der Familie Arecaceae.
Die Gattung Neoveitchia enthält nur zwei Arten:
- Neoveitchia brunnea Dowe: Dieser Endemit kommt nur auf der Insel Vanuatu vor. Sie wächst in Regenwäldern mit sehr hohem Niederschlag auf rotem Lehmboden in Höhenlagen von etwa 300 Metern.
- Neoveitchia storckii (H.Wendl.) Becc. (Syn.: Veitchia storckii H.Wendl.[1]): Dieser Endemit ist auf ein sehr kleines Areal in der Natasiri-Provinz auf Viti Levu (Fidschi) beschränkt. Sie wächst in Sekundärwald auf Schwemmebenen und nahen Hügeln. Ihre Standorte sind aber großteils der Landwirtschaft gewichen. In den 1970er Jahren war nur ein Fundort bekannt, aber danach wurden viele kleine voneinander isolierte Populationen entdeckt. Besonders die Zahl der blühfähigen Exemplare nimmt fortlaufend ab. Sie wurde 2017 in der Roten Liste der IUCN als „Endangered“ = „stark gefährdet“ bewertet.[4]

## Belege